# انجمن پزشکی هسته‌ای و تصویربرداری مولکولی آمریکا
انجمن پزشکی هسته‌ای و تصویربرداری مولکولی آمریکا (به انگلیسی: Society of Nuclear Medicine and Molecular Imaging) (تأسیس ۱۹۵۴) یک سازمان نیمه دولتی و بزرگ‌ترین سازمان حرفه‌ای آمریکا در زمینه دانش پزشکی هسته‌ای و تصویربرداری مولکولی است.
این انجمن در سال ۲۰۰۷ بیش از ۱۹۰۰۰ عضو داشت و مرکز آن در ویرجینیا قرار دارد.
ژورنال آو نوکلیر مدیسین از انتشارات مهم این سازمان است.